# Estadio Nacional Rod Carew
Das Estadio Nacional Rod Carew, zuvor Estadio Nacional de Panama, ist ein Baseball- und Fußballstadion in  der panamaischen Hauptstadt Panama-Stadt. Die Anlage trägt den Namen des ehemaligen, panamaischen Baseballspielers Rod Carew, der 1991 in die Baseball Hall of Fame aufgenommen wurde. Das Nationalstadion wurde am 10. Oktober 1999 eröffnet und bietet Platz für 27.000 Zuschauer.

## Nutzung
Derzeit wird es für Baseball-Partien der nationalen Liga, als auch für Spiele der Fußballnationalmannschaft genutzt. 2012 wurden fanden hier Qualifikationspartien für die World Baseball Classic 2013 statt, an denen nebst Panama auch die Mannschaften von Brasilien, Kolumbien und Nicaragua teilnahmen. Auch fand hier die Caribbean Series 2019 statt.
Die New York Yankees und die Miami Marlins der Major League Baseball (MLB) trugen hier zwei Freundschaftsspiele am 15. und am 16. März 2014 aus.
Die Veranstaltungsstätte ist auch Schauplatz von Konzerten. Es traten u. a. die Backstreet Boys, Christina Aguilera, Sting, Enrique Iglesias, Soda Stereo, und Rubén Blades auf.